# Персийски леопард
Персийски леопард (Panthera pardus saxicolor) е хищен бозайник, член на семейство Коткови, подвид на леопарда. Обитава района на Близкия изток. Срещат се и две вариации, различаващи се от основния подвид – синайски и анатолийски леопард. Подвидът е класифициран като застрашен според Международният съюз за защита на природата.

## Разпространение
Основният ареал на разпространение на подвида е в страните от Близкия изток и отчасти в Средна Азия. Разпространен е в Иран, Азербайджан, Турция, Грузия, Туркменистан, Узбекистан, Пакистан, Таджикистан и Афганистан. Единични екземпляри се срещат и в Дагестан, Русия. Местообитанията му варират от планински степи до тревисти равнини.
В Иран местообитанията му се припокриват с последните останали в дивата природа азиатски гепарди. Основната част от популацията се среща в близост до планините Алборз и Загрос.
Има съобщения за съществуването на единични екземпляри в Армения. В тази страна те живеят в оскъдни и хвойнови гори, в по-малка степен в райни със сухи ливади и планински субалпийски и алпийски ливади. Макар че няма точни сведения за наблюдавани леопарди, изследователите откриват стъпки и следи оставени при маркиране на територията. Леопарди обитават Шикахогския резерват.
Персийският леопард обитава южните региони на Азербайджан, предимно в Талишката планина, Нагорни Карабах и Нахичеван.
В Грузия леопардите са изключително редки животни. Те живеят предимно в гъсти гори, въпреки че са забелязани и в равнинни райони в Кахетия. През последните 60 години леопарди са наблюдавани и в райони близо до столицата Тбилиси.

## Характеристика
Персийският леопард е най-големият от подвидовете на леопарда. Височината при холката варира от 45 до 82 сантиметра и тежи до 70 килограма. В годините преди 1990, когато Армения, Азербайджан, Грузия, Русия, Таджикистан и Узбекистан са били съставни републики на СССР научните среди на комунистическата държава изкуствено са наричали леопардите от района на Кавказ с латинското име P.p. ciscaucasica, а на тези от средноазиатските републики и P.p. tulliana. P.p. saxicolor е било името на леопардите от Иран и Афганистан.

## Хранене
Подобно на всички от подвидовете на леопарда в основното му меню влизат тревопасни чифтокопитни животни характерни за района, който обитават, а също и диви свине, птици, дребни бозайници и влечуги.